# Julius Reubke

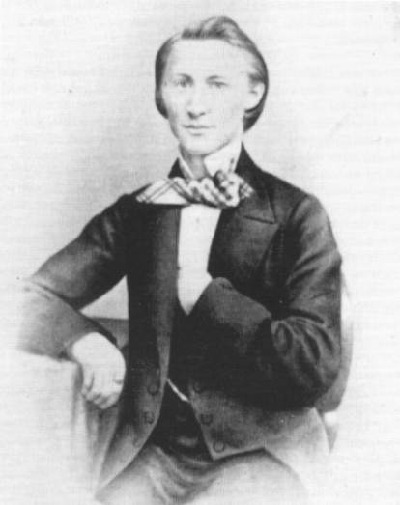
Julius Reubke.

Julius Reubke (Hausneindorf, 23 de marzo de 1834 - Pillnitz, 3 de junio de 1858) fue un compositor, pianista y organista alemán. En su corta vida, compuso la Sonata del Salmo 94, en do menor, considerada como una de las más grandes obras en el repertorio del órgano.

## Biografía
Julius Reubke nació el 23 de marzo de 1834 en Hausneindorf, un pequeño pueblo en la región del macizo Harz (Alemania). Fue el hijo mayor del fabricante de órganos y pianos Adolf Reubke (1805-1875). Dos de sus cinco hermanos, Emil (1836-1884) y Karl (1840-1860), trabajaron con su padre; Emil se convirtió en socio en 1860 y propietario de la compañía en 1872. Su hermano (1842-1913) también fue pianista, organista y compositor; preparó la Sonata del Salmo 94 para su primera publicación en agosto de 1871. Otto se estableció en Halle, fue profesor en la Universidad y se convirtió en su director en 1892. También tuvo dos hermanas, Meta y Alma.
El primer aprendizaje musical de Julius Reubke fue en Quedlinburg con Hermann Bönicke (1821-1879). Se trasladó a Berlín en abril u octubre de 1851, donde continuó su educación musical en el Conservatorio Stern, que había sido fundado en 1850 por Theodor Kullak, con quien había estudiado piano; Adolf Bernhard Marx, con quien estudió composición; y Julius Stern. En la ciudad conoció la Nueva Escuela Alemana de mano del director Hans von Bülow y el organista Alexander Winterberger, ambos asociados a Franz Liszt.
Cuando Liszt visitó Berlín en diciembre de 1855, se encargó, por recomendación de Bülow, de enseñar a Reubke piano y composición desde febrero de 1856 en Weimar y le permitió vivir en la casa que tenía en Altenburg. En este entorno Reubke compuso sus dos obras más destacadas, la Sonata para piano en si♭ menor, que compuso entre diciembre de 1856 y marzo de 1857, y la Sonata del Salmo 94, para órgano, que finalizó un mes después; también consideró componer una ópera. La sonata para órgano estaba dedicada al profesor Carl Riedel; su estreno por parte del autor fue en un órgano Ladegast (1853-1855) de la Catedral de Merseburg el 17 de junio de 1857. Esta composición es considerada una de las cimas del repertorio romántico.
Su salud fue empeorando en la época de sus grandes composiciones:

Playing us his sonata, seated in his characteristically bowed form at the piano, sunk in his creation, Reubke forgot everything about him; and we then looked at his pale appearance, at the unnatural shine of his gleaming eyes, heard his heavy breath, and were aware of how wordless fatigue overwhelmed him after such hours of excitement. We suspected then that he would not be with us long.
Nos interpretó su sonata, sentados en su característica forma encorvada al piano, inmerso en su creación, Reubke olvidándose de sí; y entonces miramos su apariencia pálida, un brillo antinatural en sus brillantes ojos, oímos su fuerte respiración y fuimos conscientes de cómo su fatiga sin palabras lo abatía después de estas horas de excitación. Sospechamos entonces que no estaría mucho con nosotros.
Richard Pohl

Se trasladó a Dresde en diciembre de 1857. Por esa época, estaba sufriendo un empeoramiento de su tuberculosis y no tenía energías para tocar ni componer. Se trasladó al complejo sanitario de Pillnitz en mayo de 1858, donde falleció en el Zum Goldenen Löwen inn unos días después, el 3 de junio, a los 24 años de edad. Fue enterrado cerca de la iglesia de Maria am Wasser en Pillnitz-Hosterwitz el 7 de junio.

## Obras
- Sonata para piano en si bemol menor (1857) - influido por la Sonata en si menor de Liszt.
- Sonata del Salmo 94 (1857) para órgano - influido por la Fantasía y fuga de la coral Ad nos ad salutarem undam de Liszt.
- Trío en mi bemol mayor para órgano.
- Mazurca en mi mayor para piano.
- Scherzo en re menor para piano.

### Perdidas
- Obertura
- Canciones para mezzosoprano y piano.
- Variación coral de O Haupt voll Blut und Wunden.